# Speed of Sound
"Speed of Sound" là một bài hát của ban nhạc rock người Anh Coldplay. Bài hát được chọn làm đĩa đơn đầu tiên trích từ album phòng thu thứ ba X&Y (2005) để phát hành vào ngày 19 tháng 4 năm 2005, sau khi được lên sóng radio chương trình của Steve Lamacq trên BBC Radio 1 vào ngày hôm trước. Bài hát do toàn bộ các thành viên sáng tác, được xây dựng trên nền đoạn riff chơi bằng dương cầm và guitar, rồi vút cao vào đoạn điệp khúc đậm chất synth. Ngày 23 tháng 5, bản đĩa vật lý của đĩa đơn được phát hành tại khối Liên hiệp Anh, bao gồm hai bài mặt B "Things I Don't Understand" và "Proof".
Ca sĩ kiêm nghệ sĩ dương cầm Chris Martin chia sẻ rằng bài hát được sáng tác sau khi ban nhạc nghe các tác phẩm của nữ ca sĩ người Anh Kate Bush. Khi được phát hành, Khi phát hành, ca khúc đạt vị trí thứ hai trên bảng xếp hạng UK Singles Chart. Tại Mỹ, bài hát ra mắt ở vị trí thứ 8 trên Billboard Hot 100, trở thành bài hit top 10 đầu tiên của Coldplay trước thời điểm "Viva la Vida" giành vị trí quán quân sau đó vào năm 2008.
"Speed of Sound" được Hiệp hội nhà soạn nhạc, tác giả và nhà xuất bản Mỹ (ASCAP) vinh danh là bài hát của năm, sau đó nhận được hai đề cử bài hát rock xuất sắc nhất và trình diễn song tấu hoặc nhóm nhạc rock xuất sắc nhất tại giải Grammy thường niên lần thứ 48. Năm 2006, tác phẩm giành giải Brit cho đĩa đơn Anh xuất sắc nhất. Cùng năm, video ca nhạc của bài hát nhận được bốn đề cử tại giải Video âm nhạc của MTV. "Speed of Sound" cũng nổi tiếng là bản nhạc thứ một tỷ được tải xuống trên iTunes Store.

## Hoàn cảnh ra đời
Trong một cuộc phỏng vấn, giọng ca chính Chris Martin của Coldplay tiết lộ rằng "Speed of Sound" được sáng tác vào giữa năm 2004 và lấy cảm hứng từ Apple - con gái anh cùng nữ ca sĩ alternative rock người Anh Kate Bush: "Bài hát đấy ra đời khi mà chúng tôi đã nghe rất nhiều nhạc của Kate Bush vào mùa hè năm đó và chúng tôi muốn tạo ra một ca khúc với nhiều tiếng trống tom-tom. Lúc đó, tôi vừa có con gái nhỏ nên cảm thấy tràn đầy cảm xúc kinh ngạc và kỳ diệu, vì vậy bài hát này giống như một bản nhạc của Kate Bush viết về những điều kỳ diệu." Nhịp trống của bài hát được lấy cảm hứng từ ca khúc "Running Up That Hill" (1985) của Bush. Trong một cuộc phỏng vấn khác, tay bass Guy Berryman chia sẻ: "Chúng tôi thực sự cố gắng tái hiện lại tiếng trống và hợp âm từ bài hát đó (của Bush) cho ca khúc này. Một số ban nhạc ngại thừa nhận rằng họ lấy cảm hứng từ nghệ sĩ khác, nhưng chúng tôi không ngại nói ra sự thật đó."
Tuy nhiên, thái độ của ban nhạc đối với bài hát này dần thay đổi. Martin từng thừa nhận anh không thích "Speed of Sound" và trong một cuộc phỏng vấn năm 2011, anh nói: "Chúng tôi chưa bao giờ làm được [tác phẩm này] đúng ý." Vì lý do này, Martin ngại biểu diễn trực tiếp bài hát và giải thích rằng cảm xúc của anh với nó không còn nguyên vẹn. Trong buổi trò chuyện với Howard Stern, anh chia sẻ: "Khán giả có thể nhanh chóng nhận ra nếu một thứ gì đó thực sự thiếu sót."

## Sáng tác
"Speed of Sound" là một bài hát lấy tiếng dương cầm làm nền với tiết tấu sôi động. Bài hát mở đầu bằng giai điệu keyboard cầu kỳ và đầy ám ảnh, cùng âm nền synthesizer vang xuyên suốt. Giai điệu sau đó chuyển vào đoạn phiên khúc (verse) đầu tiên do giọng ca chính Chris Martin thể hiện. Sau khi lặp lại, bài hát chuyển sang phiên khúc thứ hai. Các phiên khúc tiếp tục được xây dựng dày đặc với sự tham gia của cả ban nhạc, rồi bùng nổ ở điệp khúc (chorus) hùng tráng với sự hòa quyện của guitar điện, bass, trống và synthesizer. Bài hát kết thúc bằng chính điệp khúc hoành tráng đó. "Speed of Sound" được sáng tác ở giọng La trưởng, điệu thức Mixolydia.
Lời bài hát mang tính ẩn dụ. Hai dòng cuối điệp khúc nhấn mạnh niềm tin và sự khẳng định: "If you could see it then you'd understand/Ah, when you see it then you'll understand." Thông điệp này được lặp lại ở phiên khúc thứ ba: "Some things you have to believe/others are puzzles puzzling me." Dòng thứ tư trong phiên khúc thứ hai ám chỉ hành trình khám phá vị trí của bản thân trong thế giới: "How long am I gonna stand/with my head stuck under the sand."

## Phát hành và đánh giá chuyên môn
Ngày 18 tháng 4 năm 2005, "Speed of Sound" lần đầu được phát trong chương trình của Steve Lamacq trên đài BBC Radio 1 và được phát hành dưới dạng tải kỹ thuật số vào ngày hôm sau. Tuy nhiên, do quy định các ca khúc muốn lọt vào bảng xếp hạng UK Singles Chart phải có cả phiên bản kỹ thuật số lẫn vật lý, ban nhạc đã cho ra mắt đĩa CD và đĩa than 7" vào ngày 23 tháng 5. Đĩa đơn này bao gồm hai mặt B: "Things I Don't Understand" và"Proof".
"Speed of Sound" nhận được những phản ứng trái chiều từ giới phê bình. PopMatters cho rằng bài hát "gần như quá an toàn, giống như ban nhạc đang làm việc theo thói quen."  Nhiều nhà phê bình nhận thấy bài na ná "Clocks" - đĩa đơn trước của Coldplay. MusicOMH nhận xét: "'Speed of Sound' - đĩa đơn đầu tiên có phần trống gợi nhớ 'Clocks' nhưng lại pha lẫn những chuỗi tiếng đàn synth khiến người ta liên tưởng đến Enya hơn là nhạc rock", đồng thời chỉ trích tác phẩm nghe "quen thuộc và già cỗi hơn tuổi thực". Pitchfork Media cũng phê bình "sự tương đồng kỳ lạ với 'Clocks'", đồng thời nhận định: "Dĩ nhiên, bám theo công thức thành công hiếm khi là sai lầm, nhưng đây không chỉ là bản sao gần như y hệt của tác phầm trước, mà còn là một ca khúc kém đáng nhớ hơn, cưỡi trên đoạn riff piano đã ăn sâu vào văn hóa đại chúng đến mức tôi chẳng còn cảm xúc với nó nữa." Dù vậy, người đánh giá cũng thừa nhận "giai điệu phần hát trong ca khúc này nhỉnh hơn 'Clocks' một chút." Trong bài đánh giá album X&Y, Bill White từ nhật báo Seattle Post-Intelligencer nhận xét rằng "dòng chảy sáng tạo... trì trệ" thể hiện trong "Speed of Sound" gợi nhớ đến "giai điệu của Jeff Buckley ('Last Goodbye') lẫn Keane ('Everybody's Changing')".
Ngược lại, tạp chí The Village Voice lại đánh giá đây là "một tác phẩm xuất sắc hiếm có, tươi mới và giàu cảm xúc." Tạp chí Paste ca ngợi bài hát, cho rằng tác phẩm "phơi bày những thủ pháp [Coldplay] đang sử dụng: một đoạn riff piano đáng nhớ không kém 'Clocks', tiếng guitar vang vọng, trống hành khúc, sự hoành tráng của dàn nhạc và trên hết là giọng ca đầy nội lực nhưng cũng không kém phần mong manh của Chris Martin, đủ sức vượt lên khỏi biển âm thanh phức tạp." Trái lại, The New York Times chỉ trích X&Y vì "cố gắng kéo dài vẻ đẹp của 'Clocks' xuyên suốt cả album - điều thể hiện rõ nhất ở đĩa đơn đầu tiên 'Speed of Sound', không phải là ca khúc duy nhất trong album mượn nhịp trống từ 'Clocks'." Tạp chí Rolling Stone đưa ra nhận xét trung dung, gọi đây là "một ca khúc dễ nghe nhưng không gây phấn khích" và nhận định "...nó nghe hơi giống...'Clocks' nhưng thiếu đi sự tự tin." Blender xếp bài hát ở vị trí thứ 16 trong danh sách "100 bài hát vĩ đại nhất năm 2005". Năm 2007, NPO Radio 2 xếp hạng ca khúc ở vị trí 334 trong bảng xếp hạng Top 2000.

## Diễn biến thương mại
"Speed of Sound" đã bị ca khúc hài hước "Axel F" của Crazy Frog soán ngôi vị trí số 1 trên UK Singles Chart và đành dừng chân ở vị trí á quân trong một tuần. Tuy nhiên, bài hát vẫn giữ vững vị trí trong Top 75 suốt 16 tuần không liên tiếp. Đáng chú ý, đây là ca khúc đầu tiên của Coldplay đạt vị trí số 1 trên bảng xếp hạng nhạc số tại Anh.
Tại Mỹ, ca khúc này đánh dấu cột mốc quan trọng khi trở thành đĩa đơn đầu tiên của Coldplay lọt vào top 10 của Billboard Hot 100 - ra mắt và đạt đỉnh ở vị trí thứ 8 - thành tích cao nhất của nhóm, cho đến khi "Viva la Vida" vươn lên vị trí quán quân năm 2008. Đây cũng là lần đầu tiên một ban nhạc Anh lọt thẳng vào top 10 Billboard Hot 100 kể từ thời the Beatles.  "Speed of Sound" còn được vinh danh là bản nhạc thứ 1 tỷ được tải xuống trên iTunes Store của Apple, Inc. Cingular Wireless đã phát hành nhạc chuông trích đoạn "Speed of Sound" trước cả khi bài hát này được phát trên radio. Bài hát còn xuất hiện trong bản polka medley "Polkarama!" của "Weird Al" Yankovic trích từ album Straight Outta Lynwood (2006) của anh. Năm 2024, PPL xếp "Speed of Sound" ở vị trí thứ 10 trong danh sách những ca khúc của Coldplay được phát nhiều nhất trên sóng phát thanh và truyền hình Anh quốc.

## Giải thưởng
Năm 2006, "Speed of Sound" đã nhận được hai đề cử giải Grammy cho các hạng mục bài hát rock xuất sắc nhất và trình diễn song tấu hoặc nhóm nhạc giọng rock xuất sắc nhất. Ca khúc này cũng giành giải Bài hát xuất sắc nhất tại giải Âm nhạc châu Âu của MTV 2005. Tháng 12 năm 2005, tạp chí Q xếp tác phẩm ở vị trí thứ 9 trong danh sách "100 bài hát xuất sắc nhất năm". Năm 2006, bài hát tiếp tục chiến thắng giải Brit cho hạng mục đĩa đơn Anh xuất sắc nhất, đồng thời được Hiệp hội Nhạc sĩ, Tác giả & Nhà xuất bản Mỹ (ASCAP) ghi danh là bài hát của năm. Năm 2024, KROQ-FM đưa "Speed of Sound" vào vị trí 365 trong danh sách "Top 500 bài hát hay nhất 30 năm qua".

## Video âm nhạc

### Sản xuất

Video âm nhạc sử dụng màn hình LED cao hai tầng làm phông nền.

Ngày 22 và 23 tháng 4 năm 2005, video quảng bá cho "Speed of Sound" được quay tại một trường quay ở Los Angeles. Cảnh quay được thực hiện trên những bối cảnh lớn với phông nền là các màn hình LED cỡ đại do Element Labs phát triển. Đạo diễn Mark Romanek chịu trách nhiệm thực hiện video này. Trong video, ban nhạc biểu diễn trước một bức tường hình elip cong được tạo thành từ 640 ống VersaTubes của Element Labs, đặt cách nhau khoảng 15 cm.
Các hiệu ứng hình ảnh được lập trình và thực hiện trực tiếp trong quá trình quay theo đề xuất của chuyên gia hiệu ứng hình ảnh Ash Beck. Romanek muốn tách riêng các phần nhạc cụ (trống, bass, guitar) và giọng hát thành từng track độc lập để tạo hiệu ứng hình ảnh tương ứng, với hệ thống đèn được đồng bộ hóa theo từng track. Romanek cùng nhà thiết kế ánh sáng Michael Keeling quyết định sử dụng track giọng hát của Chris Martin để tạo hiệu ứng hoạt họa, "vì nó có độ tương phản rất tốt. Khoảng 75% video được điều khiển bằng hoạt họa kích hoạt bằng giọng nói".

### Video
Video mở đầu trong bóng tối hoàn toàn, sau đó một ánh đèn chiếu vào Martin khi anh giơ tay lên trời từ trong bóng tối. Cảnh tiếp theo chuyển sang hình ảnh ban nhạc trình diễn bài hát. Mỗi khi Martin giang rộng tay, hệ thống đèn LED cao hai tầng bùng nổ với đủ sắc cầu vồng. Nền LED liên tục thay đổi màu sắc theo nhịp trình diễn. Video kết thúc với hình ảnh các thành viên xếp hàng lần lượt, trong khi phông nền LED chuyển sang màu trắng.
Video chính thức ra mắt ngày 23 tháng 5 năm 2005 và nhanh chóng gặt hái thành tích ấn tượng trên các bảng xếp hạng video. Ngày 11 tháng 6 năm 2005, video lần đầu lọt vào vị trí thứ sáu trên chương trình No. 1 Countdown Rock của Fuse và giữ vững đến ngày 5 tháng 8 khi rời khỏi bảng xếp hạng ở vị trí thứ bảy. Một tháng sau khi ra mắt, video đạt vị trí 16 trên Countdown của MuchMusic. Tại giải Video âm nhạc của MTV 2005, tác phẩm nhận được bốn đề cử gồm video của năm, hiệu ứng hình ảnh xuất sắc nhất, biên tập xuất sắc nhất và quay video xuất sắc nhất. Video cũng được xếp hạng thứ 10 trong danh sách Top 40 của VH1 năm 2005.

## Các thành viên thực hiện
- Chris Martin - hát chính, piano, organ
- Jonny Buckland - guitar chính, hát bè
- Guy Berryman - guitar bass
- Will Champion - trống

## Danh sách ca khúc
| Đĩa đơn CD | Đĩa đơn CD                  | Đĩa đơn CD |
| STT        | Nhan đề                     | Thời lượng |
| ---------- | --------------------------- | ---------- |
| 1.         | "Speed of Sound"            | 4:51       |
| 2.         | "Things I Don't Understand" | 4:55       |
| 3.         | "Proof"                     | 4:10       |

- Ở Anh Quốc: CD CDR6664, 7" R6664, 12" 12R6664, 10" 10R6664
- Ở Úc: CD 872 9862 phát hành 23 tháng 5 năm 2005 bởi Capitol Records
- Ở Nhật Bản: CD TOCP-40179 phát hành 11 tháng 5 năm 2005 bởi Toshiba-EMI

## Các bảng xếp hạng
| Bảng xếp hạng (2005)               | Vị trí cao nhất |
| ---------------------------------- | --------------- |
| Úc (ARIA)                          | 9               |
| Áo (Ö3 Austria Top 40)             | 23              |
| Bỉ (Ultratop 50 Flanders)          | 34              |
| Bỉ (Ultratop 50 Wallonia)          | 31              |
| Đan Mạch (Tracklisten)             | 7               |
| Phần Lan (Suomen virallinen lista) | 3               |
| Pháp (SNEP)                        | 42              |
| Đức (GfK)                          | 19              |
| Ireland (IRMA)                     | 11              |
| Ý (FIMI)                           | 2               |
| Hà Lan (Dutch Top 40)              | 6               |
| New Zealand (Recorded Music NZ)    | 13              |
| Na Uy (VG-lista)                   | 11              |
| Poland (OLiS)                      | 1               |
| Tây Ban Nha (PROMUSICAE)           | 2               |
| Thụy Điển (Sverigetopplistan)      | 34              |
| Thụy Sĩ (Schweizer Hitparade)      | 22              |
| Anh Quốc (OCC)                     | 2               |
| US Billboard Hot 100               | 8               |
| US Alternative Songs (Billboard)   | 5               |
| US Adult Pop Songs (Billboard)     | 3               |
| US Mainstream Top 40 (Billboard)   | 25              |

| Bảng xếp hạng (2005)     | Vị trí |
| ------------------------ | ------ |
| Tây Ban Nha (PROMUSICAE) | 9      |
| US Billboard Hot 100     | 57     |